# State Grid Corporation of China
La State Grid Corporation of China (SGCC), comunament coneguda com a State Grid, és una empresa pública d'electricitat xinesa. És la companyia de serveis públics més gran del món. Al març de 2024, State Grid és la quarta empresa més gran del món per ingressos, darrere de Walmart, Saudi Aramco i Amazon. El 2022 es va informar que tenia 871.145 empleats, 1.100 milions de clients i ingressos equivalents a 460.000 milions de dòlars EUA. Està supervisada per la Comissió de Supervisió i Administració d'Actius de l'Estat del Consell d'Estat.
Després de la reforma de la separació de la central elèctrica i la xarxa a principis de 2002, els actius de la Corporació Estatal d'Energia Elèctrica (国家电力公司) es van dividir en cinc grups de generació d'energia que van conservar les centrals elèctriques i cinc filials regionals pertanyents a la Corporació Estatal de Xarxa de Xina a Pequín.